# 瑪蒂娜·繆勒 (網球運動員)
瑪蒂娜·繆勒（德語：Martina Müller，1982年10月11日—）是一位出生於德國女子職業網球選手，於1999年轉為職業球手，瓦庫連科是右手持拍，身高165公分，體重56公斤，生涯單打最高排名為31（2007年4月2日）。2011年，她正式退役。

## 外部連結
- 官方网站
- 瑪蒂娜·繆勒的国际女子网球协会官方資料（英文）
- 瑪蒂娜·繆勒 (網球運動員)的國際網球總會 職業／青少年 官方資料（英文）
- Fed Cup - Player profile - Martina MULLER (GER) （页面存档备份，存于）